# سكان (أصفهان)
سكان هي قرية في مقاطعة أصفهان، إيران. يقدر عدد سكانها بـ 108 نسمة بحسب إحصاء 2016.